# Holandia na Zimowych Igrzyskach Paraolimpijskich 2018
Holandia na Zimowych Igrzyskach Paraolimpijskich 2018 – występ kadry sportowców reprezentujących Holandię na igrzyskach paraolimpijskich w Pjongczangu w 2018 roku.
W kadrze wystąpiło dziewięciu zawodników: pięć kobiet i czterech mężczyzn. Rywalizowali oni w narciarstwie alpejskim i snowboardingu. Chorążym podczas ceremonii otwarcia została snowboardzistka Bibian Mentel.
Worek z medalami otworzyła chorąży reprezentacji Bibian Mentel, która 12 marca w snowboardowym crossie pokonała w finale swoją rodaczkę Lisę Bunschoten. Ta z kolei wywalczyła srebro. Tego samego dnia w tej samej konkurencji, tyle że męskiej, drugie miejsce zajął Chris Vos. Dzień później 13 marca Jeroen Kampschreur wygrał alpejską superkombincję, zdobywając tym samym złoty medal. 14 marca Linda van Impelen została sklasyfikowana na drugiej pozycji, powiększając dorobek reprezentacji do pięciu medali. Ostateczna liczba krążków wyniosła siedem po zwycięstwie w slalomie w snowboardingu Bibian Mentel i trzecim miejscu Lisy Bunschoten.

## Medaliści
| Medal  | Zawodnik           | Dyscyplina            | Konkurencja              | Data     |
| ------ | ------------------ | --------------------- | ------------------------ | -------- |
| złoto  | Bibian Mentel      | Snowboarding          | Cross kobiet             | 12 marca |
| złoto  | Jeroen Kampschreur | Narciarstwo alpejskie | Superkombinacja mężczyzn | 13 marca |
| złoto  | Bibian Mentel      | Snowboarding          | Slalom kobiet            | 16 marca |
| srebro | Lisa Bunschoten    | Snowboarding          | Cross kobiet             | 12 marca |
| srebro | Chris Vos          | Snowboarding          | Cross mężczyzn           | 12 marca |
| srebro | Linda van Impelen  | Narciarstwo alpejskie | Slalom gigant kobiet     | 14 marca |
| brąz   | Lisa Bunschoten    | Snowboarding          | Slalom kobiet            | 16 marca |

## Reprezentanci

### Kobiety
| Zawodniczka       | Dyscyplina            | Konkurencja     | Podgrupa | Czas                                                                     | Strata | Miejsce | Źródło |
| ----------------- | --------------------- | --------------- | -------- | ------------------------------------------------------------------------ | ------ | ------- | ------ |
| Renske van Beek   | Snowboarding          | Cross           | LL-2     | Q: 1:14,57 (3. Q) ĆF: B. Coury (W) PF: L. Bunschoten (P) 3M: A. Fina (P) | +7,06  | 4.      | [ 8 ]  |
| Renske van Beek   | Snowboarding          | Slalom          | LL-2     | 1:02,21                                                                  | +5,27  | 4.      | [ 9 ]  |
| Lisa Bunschoten   | Snowboarding          | Cross           | LL-2     | Q: 1:13,59 (2. Q) PF: R. van Beek (W) F: B. Mentel (P)                   | +6,08  | srebro  | [ 8 ]  |
| Lisa Bunschoten   | Snowboarding          | Slalom          | LL-2     | 1:00,04                                                                  | +3,10  | brąz    | [ 9 ]  |
| Linda van Impelen | Narciarstwo alpejskie | Supergigant     | LW11     | 1:42,83                                                                  | +8,07  | 17.     | [ 10 ] |
| Linda van Impelen | Narciarstwo alpejskie | Superkombinacja | LW11     | DSQ                                                                      | DSQ    | DSQ     | [ 11 ] |
| Linda van Impelen | Narciarstwo alpejskie | Slalom gigant   | LW11     | 2:29,24                                                                  | +2,71  | srebro  | [ 12 ] |
| Linda van Impelen | Narciarstwo alpejskie | Slalom          | LW11     | DSQ                                                                      | DSQ    | DSQ     | [ 13 ] |
| Anna Jochemsen    | Narciarstwo alpejskie | Zjazd           | LW2      | DNF                                                                      | DNF    | DNF     | [ 14 ] |
| Anna Jochemsen    | Narciarstwo alpejskie | Supergigant     | LW2      | 1:39,90                                                                  | +7,07  | 6.      | [ 15 ] |
| Anna Jochemsen    | Narciarstwo alpejskie | Superkombinacja | LW2      | DNF                                                                      | DNF    | DNF     | [ 16 ] |
| Anna Jochemsen    | Narciarstwo alpejskie | Slalom          | LW2      | 2:03,84                                                                  | +8,38  | 7.      | [ 17 ] |
| Bibian Mentel     | Snowboarding          | Cross           | LL-2     | Q: 1:07,51 (1. Q) PF: A. Fina (W) F: L. Bunschoten (W)                   | –      | złoto   | [ 8 ]  |
| Bibian Mentel     | Snowboarding          | Slalom          | LL-2     | 56,94                                                                    | –      | złoto   | [ 9 ]  |

### Mężczyźni
| Zawodnik           | Dyscyplina            | Konkurencja     | Podgrupa | Czas                                                                   | Strata | Miejsce | Źródło |
| ------------------ | --------------------- | --------------- | -------- | ---------------------------------------------------------------------- | ------ | ------- | ------ |
| Jeroen Kampschreur | Narciarstwo alpejskie | Zjazd           | LW12-2   | DNF                                                                    | DNF    | DNF     | [ 18 ] |
| Jeroen Kampschreur | Narciarstwo alpejskie | Supergigant     | LW12-2   | 1:27,63                                                                | +1,80  | 7.      | [ 19 ] |
| Jeroen Kampschreur | Narciarstwo alpejskie | Superkombinacja | LW12-2   | 2:11,59                                                                | –      | złoto   | [ 20 ] |
| Jeroen Kampschreur | Narciarstwo alpejskie | Slalom gigant   | LW12-2   | DSQ                                                                    | DSQ    | DSQ     | [ 21 ] |
| Jeroen Kampschreur | Narciarstwo alpejskie | Slalom          | LW12-2   | DNF                                                                    | DNF    | DNF     | [ 22 ] |
| Niels de Langen    | Narciarstwo alpejskie | Zjazd           | LW12-2   | 1:31,40                                                                | +7,29  | 14.     | [ 18 ] |
| Niels de Langen    | Narciarstwo alpejskie | Supergigant     | LW12-2   | 1:29,85                                                                | +4,02  | 14.     | [ 19 ] |
| Niels de Langen    | Narciarstwo alpejskie | Superkombinacja | LW12-2   | 2:18,34                                                                | +6,75  | 8.      | [ 20 ] |
| Niels de Langen    | Narciarstwo alpejskie | Slalom gigant   | LW12-2   | DNF                                                                    | DNF    | DNF     | [ 21 ] |
| Niels de Langen    | Narciarstwo alpejskie | Slalom          | LW12-2   | DNF                                                                    | DNF    | DNF     | [ 22 ] |
| Jeffrey Stuut      | Narciarstwo alpejskie | Zjazd           | LW3      | 1:33,14                                                                | +7,69  | 19.     | [ 23 ] |
| Jeffrey Stuut      | Narciarstwo alpejskie | Supergigant     | LW3      | 1:31,08                                                                | +6,25  | 16.     | [ 24 ] |
| Jeffrey Stuut      | Narciarstwo alpejskie | Superkombinacja | LW3      | DNF                                                                    | DNF    | DNF     | [ 25 ] |
| Jeffrey Stuut      | Narciarstwo alpejskie | Slalom gigant   | LW3      | 2:21,17                                                                | +8,70  | 12.     | [ 26 ] |
| Jeffrey Stuut      | Narciarstwo alpejskie | Slalom          | LW3      | DNF                                                                    | DNF    | DNF     | [ 27 ] |
| Chris Vos          | Snowboarding          | Cross           | LL-1     | Q: 1:03,13 (2. Q) ĆF: D. Oguri (W) PF: R. Schett (W) F: M. Schultz (P) | +2,40  | srebro  | [ 28 ] |
| Chris Vos          | Snowboarding          | Slalom          | LL-1     | 54,28                                                                  | +2,38  | 4.      | [ 29 ] |